# ダニエル (ファッションモデル)
ダニエル（DANIEL、1980年8月30日）は日本生まれイギリス出身の男性ファッションモデル。*Depeche/デペッシュ所属。
趣味は音楽全般。特技はDJ。
本名はダニエル 当 リング
同じくモデルのアソブは実弟。現在は主にDJ DANIEL(MONKEY IN CHARGE)として活躍。

## 出演

### 映画
- リトルフット
- ワイルドスピード
- オースティン・パワーズ：デラックス
- ワイルド・スピードX3 TOKYO DRIFT
- インセプション
- G.I.ジョー:漆黒のスネークアイズ

### 雑誌
- MEN'S NON-NO
- smart
- POPEYE
- SENSE
- HUgE
- Boon
- Samurai magazine
- anan
- 装苑
- 流行通信　他

### ショー
- アニエス・ベー
- AMBIANCE
- JOHN LAWRENCE SULLIVAN
- glamb
- HUGO BOSS
- Gucci
- アルマーニ
- エルメス
- アディダス
- TAISHI　NOBUKUNI
- タケオキクチ
- イッセイミヤケ